# Asperg
Asperg – miasto w Niemczech, w kraju związkowym Badenia-Wirtembergia, w rejencji Stuttgart, w regionie Stuttgart, w powiecie Ludwigsburg. Leży w Strohgäu, ok. 5 km na zachód od Ludwigsburga, przy autostradzie A81.
W mieście znajduje się stacja kolejowa Asperg

## Współpraca
Miejscowości partnerskie:
- Lure, Francja
- Pulsnitz, Saksonia